# Guy W. Bailey

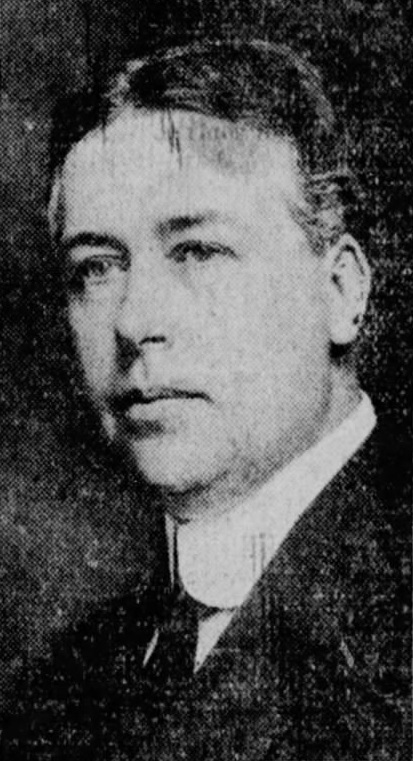
Guy W. Bailey

Guy Winfred Bailey (* 7. Mai 1876 in Hardwick, Vermont; † 22. Oktober 1940 in Essex Junction, Vermont) war ein US-amerikanischer Anwalt und Politiker, der von 1908 bis 1917 Secretary of State von Vermont war und von 1919 bis 1940 Präsident der University of Vermont.

## Leben
Guy Winfred Bailey wurde in Hardwick als Sohn von John Winthrop Bailey und Laura Cahill Bailey geboren. Er wuchs in Essex Junction auf, wo sein Vater die Bailey Granite Monument Company gründete und machte im Jahr 1900 seinen Abschluss an der University of Vermont. Im Jahr 1904 erhielt er die Zulassung zum Anwalt.
Als Mitglied der Vermonter Schwesterpartei der Republikanischen Partei hatte er von 1904 bis 1906 einen Sitz im Repräsentantenhaus von Vermont. Im Jahr 1908 wurde er zum Secretary of State gewählt. Dieses Amt hatte er bis zum Jahr 1817 inne. Danach wechselte er in die Verwaltung der University of Vermont, war Trustee der Universität, arbeitete für verschiedene Präsidenten der Universität, bis zu seiner Wahl zum Präsidenten der University of Vermont als Nachfolger von Guy Potter Benton im Jahr 1920. Unter seiner Führung nahm 1920 die erste Frau ein Medizinstudium auf und im Jahr 1921 kaufte die Universität das Redstone-Anwesen und baute es zu einem Campus für Frauen um.
Das Amt des Präsidenten hatte er bis zu seinem Tod inne. Zu seinen Verdiensten gehörte die finanzielle Absicherung der Universität auch in den Zeiten der Weltwirtschaftskrise.
Er setzte sich für Forschung an der Universität ein und richtete sie auch hinsichtlich des öffentlichen Dienstes mit dem Schwerpunkt auf die Einbeziehung wissenschaftlicher Methoden für die Vermonter Gemeinden aus. The Eugenics Survey of Vermont wurde durch die Hilfe Baileys das erste privat finanzierte Forschungsprojekt an der University of Vermont. Er war Delegierter auf der republikanischen National Convention from Vermont im Jahr 1916.
Bailey setzte sich für eine progressive Sozialgesetzgebung ein. Dazu gehörten Programme zur Erweiterung der Rolle des Staates in der Sozialhilfe. Zudem unterstützte er staatliche Initiativen zur Förderung des Tourismus. Besonders starkes Interesse hatte er an der Fürsorge für Kinder. Er war Präsident verschiedener Waisenhäuser in Vermont und von 1920 bis 1940 Schatzmeister der Kinderhilfe von Vermont.
Er war Kongregationalist, Mitglied der Verbindung Phi Beta Kappa und der American Bar Association.
Im Frühjahr 1939 wurde bei Bailey eine Erkrankung der Knochenstruktur festgestellt. Am 22. Oktober 1940 starb Bailey in seinem Zuhause im Alter von 64 Jahren. Bailey heiratete im Jahr 1904 Mabel G. Brigham (1878–1948). Das Paar hatte einen Sohn, der jedoch bereits im Kindesalter starb. Das Grab der Familie befindet sich auf dem Essex Junction Village Cemetery.